# Gosda (Spremberg)

Lage von Gosda auf einer Karte aus dem Jahr 1930

Gosda, niedersorbisch Gózdź, war ein Dorf in der Niederlausitz, das in den Jahren 1968 und 1969 zugunsten des Braunkohletagebaus Welzow-Süd devastiert wurde. Die ursprüngliche Gosda wurde zunächst 1938 in Gosda-Haidemühl und am 1. Januar 1964 schließlich in Haidemühl umbenannt, Gosda war fortan nur noch ein Ortsteil dieser Gemeinden. Die Ortsflur von Gosda gehört heute zur Stadt Spremberg im Landkreis Spree-Neiße in Brandenburg.

## Lage
Gosda lag im Süden der Niederlausitz, rund acht Kilometer westlich von Spremberg. Umliegende Ortschaften waren Dollan im Norden, Jessen im Osten, Terpe im Südosten, Sabrodt im Süden, Bluno im Südwesten und Alte Buden im Westen. Durch den Ort führte die Verbindungsstraße zwischen Welzow und Spremberg.

## Geschichte
Die Ersterwähnung des Ortes erfolgte im Jahr 1350 unter der Bezeichnung Gosde. Der aus der niedersorbischen Sprache stammende Ortsname bezeichnet eine Siedlung im Hainbuchen- bzw. Stieleichenwald. Etwa ab dem 15. Jahrhundert gehörte der Ort zum Sprembergischen Kreis in der Markgrafschaft Niederlausitz und gehörte somit zu den böhmischen Kronländern. Durch den Frieden von Prag kam Gosda 1635 an das Kurfürstentum Sachsen. 1806 wurde das Kurfürstentum Sachsen zum Königreich Sachsen erhoben. Nach der auf dem Wiener Kongress beschlossenen Teilung des Königreiches Sachsen wurde das Rittergut Gosda im Jahr 1815 preußisch. Bei der Gebietsreform im folgenden Jahr wurde der Sprembergische Kreis aufgelöst und Gosda dem Kreis Spremberg in der Provinz Brandenburg zugeteilt.
Laut der Topografisch-statistischen Übersicht des Regierungsbezirks Frankfurt a.d.O. aus dem Jahr 1844 hatte Gosda um diese Zeit 81 Wohngebäude und 432 Einwohner. Zur Landgemeinde gehörten zwei Wassermühlen (darunter die als Mahl- und Schneidemühle betriebene Haidemühle), eine Windmühle und eine Ziegelei. Kirchlich gehörte Gosda zur Nachbargemeinde Jessen. 1864 hatte die gesamte Landgemeinde Gosda 689 Einwohner, davon lebten 471 in Gosda und 218 in Haidemühl. Zum Ortsteil Gosda gehörten die Kolonien Alte Buden und Neue Buden sowie eine weitere, eine Schäferei, eine Schneide- und Ölmühle, eine Dampfmühle und eine Wassermühle sowie zehn ausgebaute Gehöfte. Bei der Volkszählung vom 1. Dezember 1871 setzte sich die Bevölkerung von Gosda wie folgt zusammen: In der Landgemeinde gab es 338 Einwohner in 66 Haushalten. Von den Einwohnern waren 159 männlich und 179 weiblich; 80 Einwohner waren Kinder unter zehn Jahren. Außerdem waren alle Einwohner evangelisch-lutherischer Konfession. Der Gutsbezirk Gosda hatte zusätzlich 331 Einwohner, von denen 173 männlich und 158 weiblich waren; 91 Einwohner des Gutsbezirkes waren unter zehn Jahre alt. 295 Einwohner des Gutsbezirkes waren evangelisch-lutherisch, 36 Einwohner waren Katholiken.
Die Ortsgeschichte wurde mehrere Jahrhunderte durch das genannte Rittergut gesprägt. Im ersten 1879 amtlich publizierten General-Adressbuch der Rittergutsbesitzer der Provinz Brandenburg umfasste der Besitz 1189 ha. Eigentümer war der Landrat Gustav Eduard Eugen Seydel. Seine Nachfahren wurden nobilitiert, 1911 in den preußischen Adelsstand als von Seydel versetzt. Gutserbe wurde der Sohn Hubert von Seydel (1857–1931), der sich für die Aufgaben eines Gutsherrn mit dem Studium der Landwirtschaft in Halle vorbereitete. Er war kgl. preuß. Rittmeister der Landwehr a. D. und heiratete 1886 standesgemäß Anna Elisabeth von Muschwitz-Geisendorf (* 1866). Sie hatten eine Tochter Eva (* 1895) und die Söhne Hubert jun. (* 1893) und Bruno (1887–1951). Hubert sen. von Seydel-Gosda stiftete für die um Spremberg gelegenen Güter einen Familienfideikommiss. Das Rittergut Gosda hatte vor der großen Wirtschaftskrise 1929/1930 etwa 1198 ha. Davon waren 881 ha Waldbesitz. Zu Gosda gehörten die nennenswerten Nebengüter in Stradow, 804 ha und in Wolkenberg 890 ha.
Während des 19. Jahrhunderts stieg die Einwohnerzahl der Landgemeinde Gosda vor allem durch das wirtschaftliche Wachstum des Ortsteils Haidemühl stark an. 1890 lebten in der gesamten Gemeinde 638 Einwohner, bei der Volkszählung vom 1. Dezember 1910 hatte die Landgemeinde Gosda 1003 und der Gutsbezirk Gosda 112 Einwohner. 1928 wurde der Gutsbezirk aufgelöst und mit der Landgemeinde vereinigt. Da Gosda mittlerweile der deutlich kleinere Ort der Gemeinde war, wurde deren Name im Jahr 1938 zu Gosda-Haidemühl geändert und Gosda war nur noch ein Ortsteil. Nach dem Ende des Zweiten Weltkriegs blieb der Ort zunächst im Landkreis Spremberg (Lausitz), aus dem bei der DDR-Kreisreform im Juli 1952 der Kreis Spremberg gebildet wurde. Dieser gehörte zum Bezirk Cottbus. Am 1. Januar 1964 erfolgte die endgültige Streichung des Ortsnamens von Gosda aus dem Gemeindenamen, die von da an nur noch Haidemühl hieß.
Noch in den 1880er Jahren war Gosda eine überwiegend sorbischsprachige Gemeinde. Arnošt Muka zählte für seine Statistik über die sorbische Bevölkerung der Lausitz im Jahr 1884 unter 384 Einwohnern 379 Sorben und fünf Deutsche. Muka nennt Gosda (mit Haidemühl) neben Pulsberg als eines von zwei „teils deutschen“ Dörfern der Kirchgemeinde Jessen; so sei die ganze Einwohnerschaft der zur Glashütte Haidemühl gehörenden Kolonie tschechisch und deutsch und mache die Hälfte der Gemeindebewohner aus, während die Einwohner von Gosda ebenso sorbisch seien wie jene der Nachbardörfer.
Ab 1968 wurde Gosda zugunsten des vorrückenden Braunkohletagebaus Welzow-Süd umgesiedelt und schließlich devastiert. Der Ort hatte zuletzt 130 Einwohner. Die Ortsflur von Gosda wurde zunächst aus der Gemeinde Haidemühl nach Jessen umgegliedert. Jessen wiederum wurde später ebenfalls devastiert und deren Gemeindegebiet am 31. Dezember 1972 nach Pulsberg eingemeindet. Seit der Auflösung der Gemeinde Pulsberg am 1. Januar 1974 gehört die Ortsflur von Gosda zur Stadt Spremberg.

## Heutige Lage

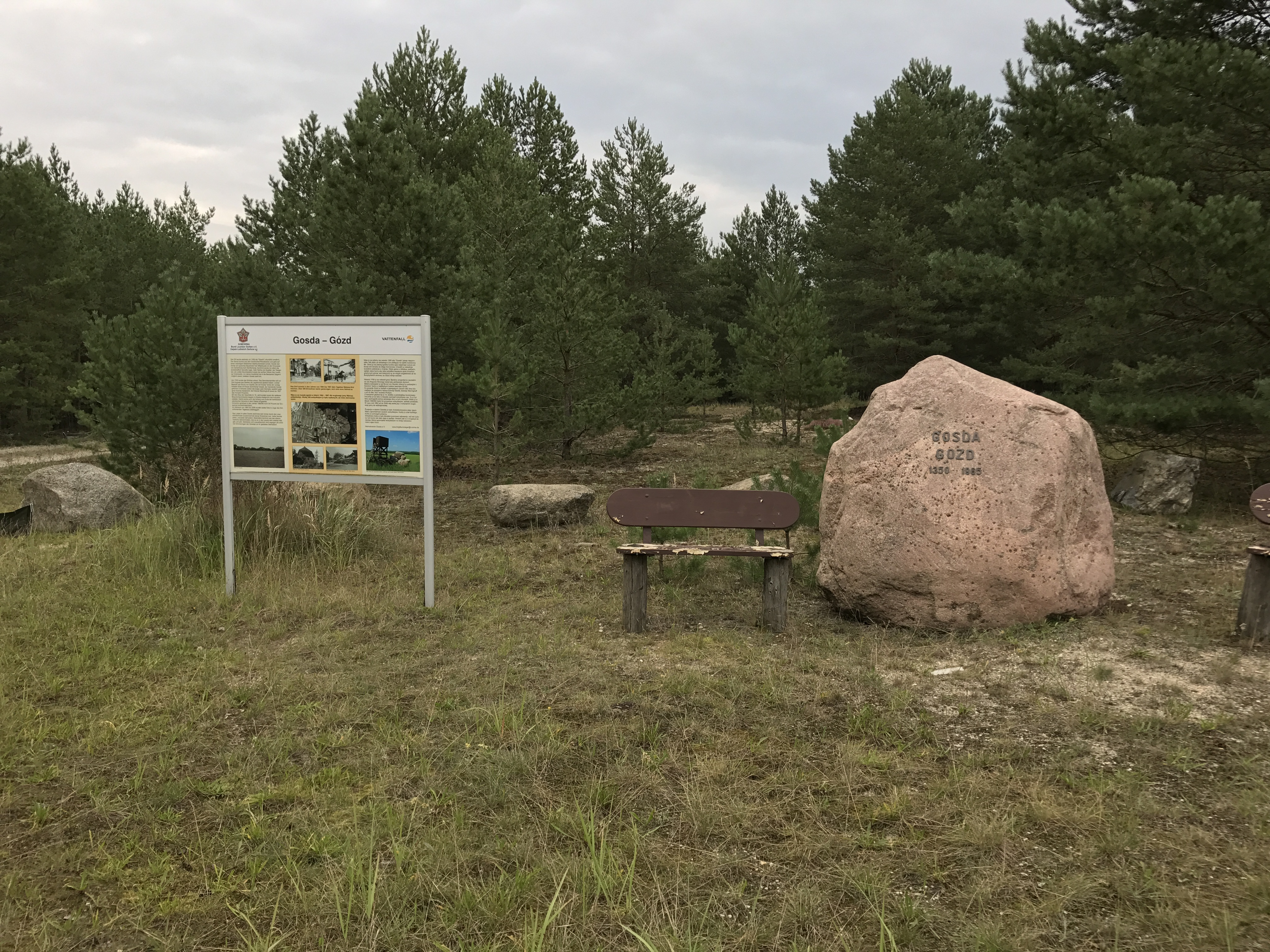
Gedenkstätte mit Informationstafel, Bank und Findling im Jahr 2017

Gosda liegt heute im renaturierten Gebiet. An die Stelle des Dorfes erinnert eine kleine Stätte mit Informationstafel, Bank und Findling.